# 테일러 콜
테일러 콜(Taylor Cole, 1984년 4월 29일 ~ )은 미국의 배우이다.

## 출연 작품

### 드라마
- CSI 마이애미